# Волгоградский театр юного зрителя
Волгоградский театр юного зрителя (ТЮЗ) — детский театр в городе Волгоград. Сегодня Волгоградский театр юного зрителя располагается в Ворошиловском районе города по адресу ул. Рабоче-Крестьянская, 42.

## История
Впервые в городе театр для детей появился в 1933 году в здании бывшего кинотеатра «Колизей».  Театр проработал всего 9 сезонов, прекратив свою деятельность 23 августа 1942 года, в день главного бомбового удара по городу немецкой авиации. Его здание на улице Октябрьской, 16 было разрушено, а труппа почти в полном составе эвакуирована в Казань, став творческой основой Казанского ТЮЗа. (Подробнее о Сталинградском ТЮЗе — на сайте театра). В итоге история ТЮЗа в Сталинграде-Волгограде прервалась почти на тридцать лет. 
Лишь 22 марта 1970 года Волгоградский ТЮЗ заново открылся в новом здании по адресу Рабоче-Крестьянская, 42, и у театра началась своя история. «Отцами-основателями» нового театра юного зрителя стали главный режиссёр заслуженный деятель искусств РСФСР Давыдов Вадим Иванович, приглашенный из Саратова, и директор театра, бывший «герой» Волгоградской драмы, заслуженный артист РСФСР Высоцкий Аркадий Александрович. Сегодня их имена увековечены на мемориальных досках домов, где они проживали. Труппу составили выпускники ЛГИТМиКа (курс народного артиста СССР В. Меркурьева), Саратовского и Ростовского театральных училищ, а также опытные актёры, приглашенные из других городов. Первой премьерой был «Конек-горбунок» по сказке П. Ершова.
Среди особенно памятных постановок — «Аленький цветочек» С. Аксакова, «Эй, ты, здравствуй!» Г. Мамлина, «Три мушкетера» А. Дюма, "Остановите Малахова!" В. Аграновского, "И все-таки она вертится!" А. Хмелика, «Два веронца» В. Шекспира (реж. В. Давыдов), «Слуга двух господ» К. Гольдони (реж. А. Высоцкий), «Нахаленок» М. Шолохова, «История одной любви» А. Тоболяка (реж. Л. Вольфсон), первый внеплановый спектакль «Я, ты, он, она» А. Ремеза (реж. В. Зверовщиков) — участник Всероссийского фестиваля внеплановых спектаклей в Звенигороде (1978 г.), "Театр - любовь моя" В. Петрова (реж. А. Масленников), "Защитник Ульянов", "Коварство и любовь", "Фантазии Фарятьева", "Инкогнито из Петербурга" ("Ревизор"), "Свадьба Кречинского", "Лолита", "Неугомонный дух" и многие другие.
Среди ведущих актёров первого состава труппы — ставшие заслуженными артистами Аристарх Ливанов (народный артист РФ, МХАТ им. М. Горького), Наталья Рязанова (ныне артистка РАМТ), Л. Шапошникова, Л. Давыдова, А. Королев, А. Кашаев, В. Кашаева, Ю. Максимочкин, В. Богатырев, А. Масленников (ныне артист Волгоградского молодёжного театра и Волгоградского музыкального театра), засл. арт. Каз. ССР В. Тарасов, засл. арт. БССР Т. Коновалова, а также А. Алексеев, Н. Бондарева, Н. Голубева и другие.
Начиная с 1979 года, художественное руководство театром осуществляли: засл. арт. Украины Николай Мальцев (1979—1982), Юрий Котов (1983—1987), засл. арт. Грузии Евгений Басилашвили (1988—1993), Лев Аронов (1996—2000), Алексей Серов (2001- начало 2004). С 1971 по 1986 гг. очередным режиссёром работал Лев Вольфсон. В 1995 г. в Волгоградском ТЮЗе ставил спектакли нар. арт. России Леонид Кулагин. (Подробнее об истории на сайте театра).
С мая 2023 года здание театра закрыто на капитальный ремонт. Спектакли проходят на сценах партнёрских учреждений культуры Волгограда.

## Здание театра

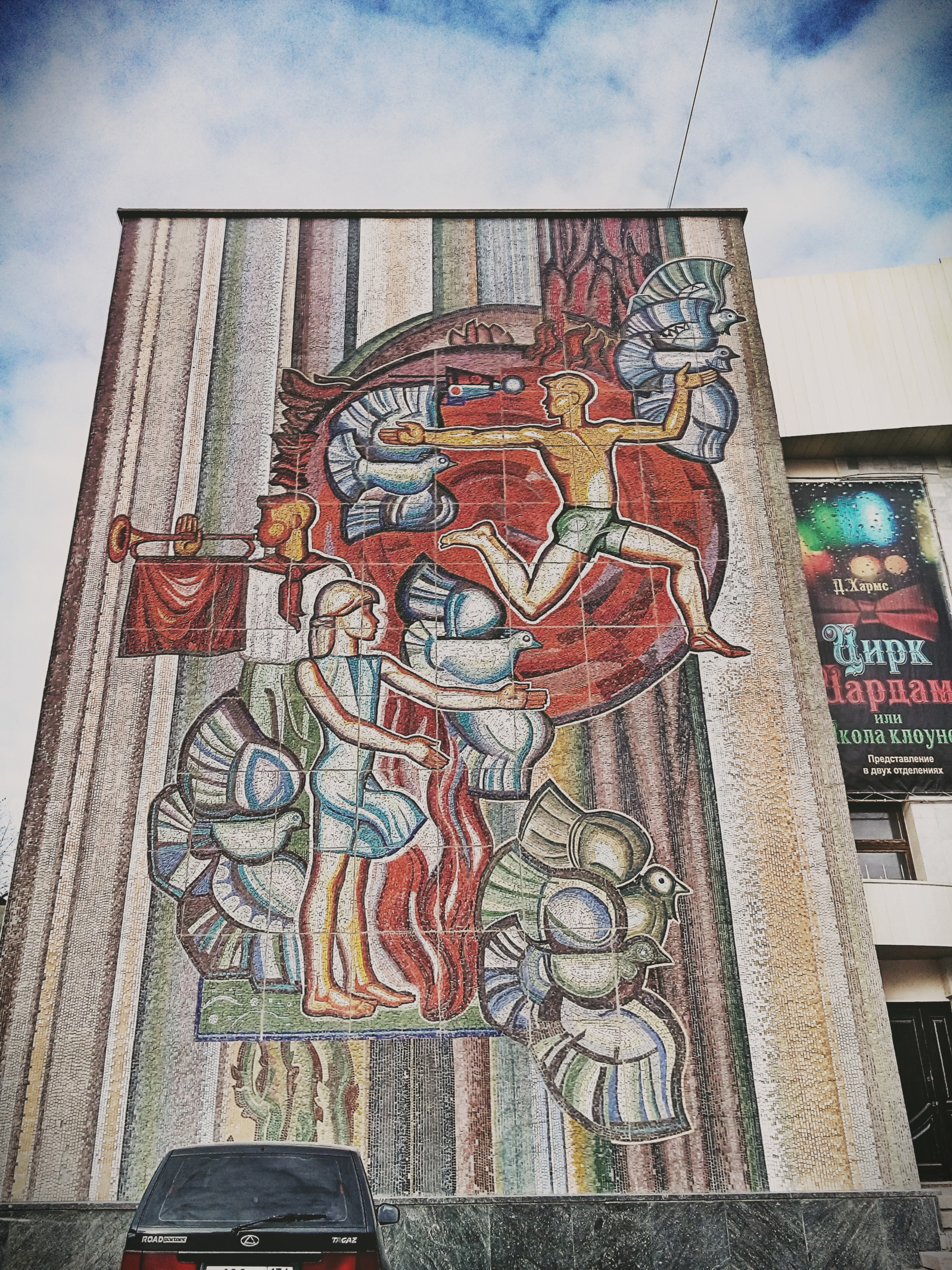
Левая панель фасада здания театра

После войны здание театра построили заново. Сперва в здании предполагалось разместить спортивное сооружение, затем дворец культуры. По просьбе жителей города здание решили отдать детскому театру.  Автором проекта выступила архитектор Г. Кривкина. Художественным оформлением фасада и интерьеров занимались группа волгоградских художников: Н. Павловская, А. Бровко, Е. Обухов, В. Ли, А. Мамонтов, Г. Ханов. Здание было построено из силикатного кирпича, мрамора и стекла. Фасад был отделан мозаикой (автор — Алексей Бровко). В фойе находились панно, настенные часы, два небольших садика, водоем для рыбок. Сцена и зрительный зал были отделаны деревом. Сцена располагала современным подвесным механизмом и устройством для мобильной смены декораций. На втором этаже располагался малый зал на 200 мест, на третьем этаже – помещение для экспозиций.
Вскоре после прокладки тоннелей и станции второй очереди скоростного трамвая в 1980х годах здание начало разрушаться из-за ошибок в проектировании. В 2000 году началась реконструкция театра. В процессе реконструкции были частично изменены внешний облик здания, внутренние помещения, и зал на 1 000 мест.

## Современность
С 2004 года и по сегодняшний день директором и художественным руководителем Волгоградского ТЮЗа является заслуженный артист РФ Альберт Авходеев.
Его творческая биография началась здесь с 1979 года — сначала как актёра, затем режиссёра-постановщика таких знаковых для театра спектаклей как «Одлян, или Воздух свободы» Л. Габышева (1990), «Дерево превращений» Н. Гумилева (1994), «Семейный портрет с посторонним» С. Лобозерова, «Здравствуй, принцесса!» (1995), «Сказ о царе Петре…», «Щелкунчик» (1996), многих других. А. Авходеев был создателем и художественным руководителем театра-студии «Альтер-Эго» при ТЮЗе (1998—2004). (Подробнее о студии на сайте театра).
В репертуаре Волгоградского ТЮЗа сегодня, как и всегда, спектакли детские и «недетские».
Малыши смотрят:
- «Винни-Пух и все, все, все» А. Милна,
- «Клочки по закоулочкам» Г. Остера (призёр регионального фестиваля в Тамбове — 2006 г.)
- «Двенадцать месяцев» С. Маршака,
- «Не ходите, дети, в Африку гулять» К. Чуковского

Подростки:
- «Весёлый Роджер» Д. Салимзянова
- «Золушка» Е. Шварца
- «Белоснежка» О. Лоевского и Л. Порохни
- «Золотой ключик» А. Толстого

Молодёжь и взрослые:
- Семейный портрет с посторонним С. Лобозерова
- «Ж. Б.» А. Островского
- «Очень простая история» М. Ладо
- «Уйди-уйди» Н. Коляды (рекомендовался на национальную премию «Золотая маска» — 2008 г.)
- «Зимы не будет» В. Ольшанского
- «Билли» М. МакДонаха
- «Романтики» Э. Ростана

## Фестивали
Волгоградский ТЮЗ постоянно участвует во Всероссийских театральных фестивалях.
В 2005 г. и 2007 г. проводил у себя Всероссийский театральный фестиваль «Эй, ты, здравствуй!».
В 2008 году театр выиграл грант и успешно провел на свой сцене Фестиваль-лабораторию современной драматургии «Открытый финал».

## Технические параметры
Большая сцена: 600 мест в зрительном зале; ширина сцены 20,40; глубина сцены 14,80; ширина зеркала сцены 10,50; высота зеркала сцены 7 м, диаметр круга 11 м.
Малая сцена: 100 мест в зрительном зале; высота и ширина зеркала сцены 3,50 х 5,50; глубина авансцены 0,9 м; ширина сцены — 6,70; глубина сцены — 7,40; штанкеты − 3 шт.; высота до штанкетов — 4,20.